# ليز ستيفن
ليز ستيفن (بالإنجليزية: Liz Stephen)‏ (و. 1987  م) هي متزحلقة أمريكية، ولدت في باري، شاركت في الألعاب الأولمبية الشتوية 2010، وبطولة العالم للتزلج النوردي على الثلج 2013 ‏، وبطولة العالم للتزلج النوردي على الثلج 2015، والبطولة النرويجية للاتحاد العالمي للتزلج على الثلوج 2011 ‏، والألعاب الأولمبية الشتوية 2014، وبطولة العالم للتزلج النوردي على الثلج 2009 ‏، وبطولة العالم للتزلج النوردي على الثلج 2017 ‏.

## روابط خارجية
- ليز ستيفن على موقع الاتحاد الدولي للتزلج (التزلج الريفي) (الإنجليزية)
- ليز ستيفن على موقع اللجنة الأولمبية الدولية (الإنجليزية)
- ليز ستيفن على موقع أوليمبيديا (الإنجليزية)
- ليز ستيفن على موقع اللجنة الأولمبية والبارالمبية الأمريكية (الإنجليزية)